# Roland Assinger
Roland Assinger, née le 9 mai 1973 à Hermagor en Autriche, est un skieur alpin et entraineur autrichien, spécialiste des épreuves de vitesse.

## Biographie
Roland Assinger nait le 9 mai 1973 à Hermagor-Pressegger See dans le sud de l'Autriche,. Il est le petit frère d'un autre skieur de vitesse autrichien, Armin Assinger, reconverti en animateur télé,.

### Carrière de skieur
Il intègre l'équipe nationale autrichienne en 1994, et participe à ces premières courses de Coupe d'Europe dès la saison 1994-1995, en slalom géant, super G et descente. Il marque des points dans les deux disciplines de vitesse (descente et super G) et décroche même son premier podium en fin de saison, le 7 mars 1995 lors d'une descente à Saalbach-Hinterglemm. Cette performance lui ouvre les portes du groupe A de l'Autriche, et le 15 mars il prend sont premier départ de Coupe du monde pour la descente de Bormio, et s'y classe 21e).
La saison suivante, il signe son premier et unique podium de coupe du monde en terminant deuxième de la descente de Val d'Isère, quatre centièmes derrière Luc Alphand, et devant son coéquipier Hannes Trinkl,,. Il termine la saison avec 4 top 10 mondiaux, tous obtenus en descente, et une quatorzième place au classement de la discipline, ce qui restera son meilleur classement en carrière. 
L'année suivant, en Coupe d'Europe, il remporte consécutivement les deux descente de La Thuile 4 et 5 février 1997,.
Roland Assinger est en passe de réaliser sa meilleure saison de coupe du monde lors de la saison 1997-1998 : quatre top-10 en décembre dont une cinquième place à Beaver Creek et en ayant déjà battu son record de point en descente sur une saison (178) après seulement six courses,. Mais lors de la septième descente de la saison, sur la Streif de Kitzbühel, il chute et percute une barrière. Hospitalisé pour des blessures à l'épaule et aux côtes, sa saison est brutalement arrêtée,, et il ne terminera finalement "que" seizième du classement de la discipline.
Il ne reprend la compétition la saison suivante qu'au niveau européen et n'est aligné que trois fois en Coupe du monde (Wengen et Kvitfjell) mais performe en coupe d'Europe où il obtient son meilleur classement final en Super G : cinquième. La saison suivante est à peine meilleure : il tourne essentiellement en Coupe d'Europe (dont il se classe cinquième du classement de descente et huitième du classement général, son meilleur résultat) et ne participe qu'à quatre descentes en Coupe du monde, même s'il peut prendre sa revanche sur la Streif en finissant la descente (de coupe du monde) à la huitième place. Ce bon résultat ne suffit pas à lui assurer une place en coupe du monde. Il ne participe qu'à une course de l'élite lors de la saison 2000-2001, à Garmisch-Partenkirchen (33e) et termine quatrième du classement européen de descente, à vingt-deux points du podium et de son compatriote Klaus Kröll.
À l'intersaison 2001, le 31 août, Roland Assinger se blesse au genou lors d'un entraînement à Zermatt : rupture du ligament croisé, lésions du ménisque et de la capsule,. Néanmoins, alors qu'il pensait sa carrière terminée, il remonte sur les skis. De retour sur le circuit européen à l'aube de la saison 2002-2003, il commence par une probante deuxième place à Laax, en descente, derrière le futur vainqueur du général (et de descente) Norbert Holzknecht (de). Il signe un dernier podium européen, le dixième, le 18 janvier 2003 en terminant deuxième du super G d'Innerkrems. Il met un terme à sa carrière de skieur professionnel à la fin de cette saison 2002-2003.

### Carrière d'entraineur
En 2008, à l'âge de trente-cinq ans, Roland Assinger intègre le staff de l'ÖSV (pour Österreichische Skiverband, littéralement l'Association autrichienne de ski, la fédération autrichienne des sports d'hiver), en tant qu'entraîneur et préparateur physique pour l'équipe masculine de Coupe d'Europe,,. En 2012, il rejoint l'équipe féminine de la Coupe d'Europe pour entraîner le groupe de vitesse,, puis deux ans plus tard, à l'été 2014, il est promu entraineur de l'équipe féminine de vitesse de Coupe du monde,. Il occupe se poste pendant six ans, avec notamment les sacres en super G d'Anna Fenninger lors des mondiaux 2015 et de Nicole Schmidhofer lors des mondiaux 2017, ainsi que le globe de descente de Schmidhofer en 2019.
Non prolongé dans ses fonctions au sein de l'ÖSV après la saison 2019-2020 (il y est remplacé par Florian Scheiber), à 47 ans Assinger rejoint l'équipe d'entraîneurs du lycée sportif de Davos (de) à partir de l'année scolaire 2020/2021,,, et occupe ce poste pendant trois ans.
Mais en 2022-2023 le ski de vitesse autrichien féminin est en manque de résultats et en avril 2023 Herbert Mandl (de) rappelle Assinger et le nomme au poste de directeur des courses de l'équipe féminine autrichienne de ski alpin,,,. Il entreprend la reconstruction du groupe, notamment en changant l'ancadrement avec les nominations des anciens coureurs autrichien Christoph Alster (de) et italien David Fill.
À la fin de la saison 2024-2025, Roland Assinger et son management sont fortement et publiquement critiqués par plusieurs skieuses autrichiennes comme la championne du monde 2025 de super G Stephanie Venier et Tamara Tippler, accusé d'avoir une communication et comportement « dégradant et humiliant », ainsi que des entrainement préparant mal à la compétition à tel point que la presse évoque la possibilité de son éviction,. Néanmoins d'autres coureuses ou anciennes coureuses prennent sa défense comme Nicole Schmidhofer et Cornelia Hütter,, et finalement après une réunion de conciliation entre encadrement et skieuse, Assinger est confirmé à son poste par le directeur du ski alpin, Christian Mitter, et le directeur sportif de la fédération, Mario Stecher.

## Palmarès

### Coupe du monde
Roland Assinger prend son premier départ en Coupe du monde le 15 mars 1995 lors de la descente de Bormio (dont il se classe 21e).
- 34 épreuves de Coupe du monde disputées[4].
- 1 podium: deuxième de la descente de Val-d'Isère en 1995[4].
- Meilleur classement général : 44e en 1995-1996 avec 172 points[9].
- Meilleur classement de descente : 14e en 1995-1996 avec 172 points[9].

#### Classements
| Saison / Épreuve | Saison / Épreuve | Général | Général | Descente | Descente |
| ---------------- | ---------------- | ------- | ------- | -------- | -------- |
| Saison / Épreuve | Saison / Épreuve | Class.  | Points  | Class.   | Points   |
| 1996             | 1996             | 44e     | 172     | 14e      | 172      |
| 1997             | 1997             | 56e     | 118     | 20e      | 118      |
| 1998             | 1998             | 45e     | 175     | 16e      | 175      |
| 1999             | 1999             | 118e    | 12      | 51e      | 12       |
| 2000             | 2000             | 82e     | 58      | 29e      | 58       |

### Coupe d'Europe
Roland Assinger prend son premier départ en Coupe d'Europe le 9 janvier 1995 lors du slalom géant de Serre Chevalier (il abandonne en seconde manche).
- 66 épreuves de d'Europe d'Europe disputées[4].
- 10 podiums, 8 en descente et 2 en super G, dont deux victoires[4] : deux descentes consécutives à La Thuile les 4 et 5 février 1997[11],[10].
- Meilleur classement de descente : 2e en 1995 avec 41 points[15]. !! Attention, comptage des points différents !!  Mais cette saison n'a comporté que quatre descentes. Il marque beaucoup plus de points par la suite (jusqu'à 333 en 2001) mais sans remonter sur le podium (quatrième en 2001, cinquième en 2000 et 2003)[15].
- Meilleur classement de super G : 5e en 1999 avec 116 points[15].
- Meilleur classement général : 8e en 2000 avec 436 points[15].

#### Classements
| Saison / Épreuve | Saison / Épreuve | Général | Général | Descente | Descente | Super G | Super G |
| ---------------- | ---------------- | ------- | ------- | -------- | -------- | ------- | ------- |
| Saison / Épreuve | Saison / Épreuve | Class.  | Points  | Class.   | Points   | Class.  | Points  |
| 1995             | 1995             | 33e     | 47      | 2d       | 41       | 32e     | 6       |
| 1996             | 1996             | 77e     | 21      | -        | -        | 17e     | 21      |
| 1997             | 1997             | 34e     | 212     | 10e      | 200      | 58e     | 12      |
| 1999             | 1999             | 25e     | 232     | 8e       | 116      | 5e      | 116     |
| 2000             | 2000             | 8e      | 436     | 5e       | 231      | 7e      | 205     |
| 2001             | 2001             | 12e     | 431     | 4e       | 333      | 14e     | 88      |
| 2003             | 2003             | 23e     | 335     | 5e       | 231      | 49e     | 14      |